# Atomic (Blondie)
Atomic è un singolo del gruppo musicale statunitense Blondie, pubblicato nel 1980 ed estratto dall'album Eat to the Beat.
La canzone è stata scritta da Debbie Harry e Jimmy Destri.

## Video
Nel video della canzone appare la compianta modella Gia Carangi.

## Tracce
- 7"

1. Atomic (7" Mix) - 3:48
2. Die Young Stay Pretty - 3:27